# ماريليبون (محطة مترو أنفاق لندن)
ماريليبون (بالإنجليزية: Marylebone)‏ هي إحدى محطات مترو أنفاق لندن. تقع على خط بيكرلو أفتتحت في المنطقة (Zone) رقم 1 أفتتحت في 1899، 27 مارس 1907.